# Sinnhubschlössl
Das Sinnhubschlössl ist eine urzeitliche Siedlung und eine mittelalterliche Befestigung im Salzachtal etwa 2,5 km nördlich von Bischofshofen im Bezirk St. Johann im Pongau im Bundesland Salzburg in Österreich.
Im Mündungswinkel von Fritzbach und Salzach liegt ein als Halbinsel ausgebildeter langgestreckter Felshügel aus Werfener Schiefer. 1956 wurde beim Bau der Salzachbrücke (B 99) der südliche Teil abgetragen. Dabei kamen Wohnhorizonte mit Hütten des Endneolithikums und der frühen Bronzezeit sowie Funde der späten Hallstattzeit zu Tage. Spuren eines frühbronzezeitlichen Hauses wurden unter einer Planierschicht aus keltischer Zeit festgestellt. Klopfsteine und Unterlagsplatten dienten dem Zerkleinern von Erzen und Schlacken und sind Hinweise auf eine frühe Kupferverhüttung auf der am Schnittpunkt von Handelswegen gelegenen und von Natur gut geschützten felsigen Halbinsel.
Die Grabungen ab 1984 konzentrieren sich auf eine kleine Befestigungsanlage, die auf der höchsten Erhebung des Felsrückens liegt. Der Erdwall umschließt eine Fläche von etwa 10 × 30 m. An den Schmalseiten sind dem Wall quer über den Grat laufende Gräben vorgelagert. Auf der Wallkrone wurden die Reste einer Trockenmauer mit Holzverstärkung entdeckt. Die im 5. Jahrhundert v. Chr. errichtete frühkeltische Burg fiel, vermutlich im Zuge kriegerischer Ereignisse, einem Brand zum Opfer. Im Mittelalter soll die Anlage als Sperrbefestigung gedient haben.
Aufgrund der Fundstellensituation ist das Sinnhubschlössl nicht unter Denkmalschutz gestellt, sondern als Naturdenkmal ausgewiesen (1959, NDM00058, 1,2409 ha), Schutzzweck ist das Landschaftsbild, die Kulturgeschichte wie auch die Erhaltung eines Standorts seltener Pflanzen. Benachbart liegt der ebenfalls geschützte Kreuzberg, der geologisch interessante die Halbinsel fortsetzende Terrassensporn.